# میدان هوایی جزیره فرد
میدان هوایی جزیره فرد (به انگلیسی: Naval Auxiliary Landing Field Ford Island) یک فرودگاه نظامی است که یک باند فرود آسفالت دارد و طول باند آن ۱۲۱۹ متر است. این فرودگاه در کشور ایالات متحده آمریکا قرار دارد و در ارتفاع ۵٫۵ متری از سطح دریا واقع شده‌است.